# فرودگاه چایگنیک فیشری
فرودگاه چایگنیک فیشری (به انگلیسی: Chignik Fisheries Airport) یک فرودگاه همگانی با کد یاتا KCG است که یک باند فرود شن دارد و طول باند آن ۴۹۷ متر است. این فرودگاه در شهر چیگنیک، آلاسکا کشور ایالات متحده آمریکا قرار دارد و در ارتفاع ۸ متری از سطح دریا واقع شده‌است.